# ناثان فورست
ناثان فورست (بالإنجليزية: Nathan Furst)‏ هو مؤلف موسيقى تصويرية وملحن أمريكي، ولد في 4 يوليو 1978 في الولايات المتحدة.

## وصلات خارجية
- الموقع الرسمي
- ناثان فورست على موقع IMDb (الإنجليزية)
- ناثان فورست على موقع ميوزك برينز (الإنجليزية)
- ناثان فورست على موقع بوكس أوفيس موجو (الإنجليزية)
- ناثان فورست على موقع ديسكوغز (الإنجليزية)
- ناثان فورست على موقع قاعدة بيانات الفيلم (الإنجليزية)